# Borci (Jezero, BiH)
Borci su naseljeno mjesto u općini Jezero, Republika Srpska, BiH.

## Povijest
Do potpisivanja Daytonskog mirovnog sporazuma bilo je dio istoimenog naseljenog mjesta u sastavu općine Jajce koja je ušla u sastav Federacije BiH.

## Stanovništvo

### 2013.
Nacionalni sastav stanovništva 2013. godine, bio je sljedeći:
ukupno: 19
- Srbi - 19

## Vanjske poveznice
- Satelitska snimka[neaktivna poveznica]